# Ash reshteh
L'ash reshteh (in persiano آش رشته‎) è un tipo di ash a base di reshteh (i tradizionali noodle persiani), fagioli, verdure e olio di menta. Dopo aver messo in ammollo i legumi, essi vanno cotti in acqua bollente, dopodiché si aggiunge dell'aceto di mela e si lascia riposare.
Affinché si ottenga il miglior risultato, l'ash reshteh viene preparato una notte prima, in modo che gli ingredienti si amalgamino tra loro. Esso è generalmente preparato durante il Nawrūz (il capodanno iraniano), in quanto si crede che i reshteh possano svelare le avversità dell'anno futuro.
Un'altra occasione di preparazione di questo piatto è la partenza per un lungo viaggio di una persona cara. Il piatto viene consumato 4 o 5 giorni dopo la partenza sperando che il viaggiatore non si assenti troppo e che stia in buona salute. Il piatto viene offerto anche ai vicini affinché anche loro facciano un buon augurio al viandante.
Questo piatto è molto popolare durante la rottura del digiuno del Ramadan. Nella città di Yazd è consuetudine consumare l'ash reshteh per accompagnare il chouli, una zuppa comune nell'area.